# Agglutinella
Agglutinella es un género de foraminífero bentónico de la subfamilia Miliammininae, de la familia Rzehakinidae, de la superfamilia Rzehakinoidea, del suborden Schlumbergerinina y del orden Schlumbergerinida. Su especie tipo es Agglutinella soriformis. Su rango cronoestratigráfico abarca desde el Eoceno hasta la Actualidad.

## Discusión
Clasificaciones previas incluían Agglutinella en la subfamilia Siphonapertinae, de la familia Hauerinidae, de la superfamilia Milioloidea, del suborden Miliolina y del orden Miliolida.

## Clasificación
Agglutinella incluye a las siguientes especies:
- Agglutinella agglutinans
- Agglutinella arenata
- Agglutinella compressa
- Agglutinella robusta
- Agglutinella soriformis